# Thaleischweiler-Fröschen
Thaleischweiler-Fröschen – miejscowość i gmina w Niemczech, w kraju związkowym Nadrenia-Palatynat, w powiecie Südwestpfalz, siedziba gminy związkowej Thaleischweiler-Wallhalben. Do 30 czerwca 2014 siedziba gminy związkowej Thaleischweiler-Fröschen.